# ハワード郡 (テキサス州)
ハワード郡（英: Howard County）は、アメリカ合衆国テキサス州の中央部北西に位置する郡である。2010年国勢調査での人口は35,012人であり、2000年の33,627人から4.1％増加した。郡庁所在地はビッグスプリング市（人口27,282人）であり、同郡で人口最大の都市でもある。郡名はテキサス州選出アメリカ合衆国下院議員を務めたボルニー・E・ハワードに因んで名付けられた。

## 地理

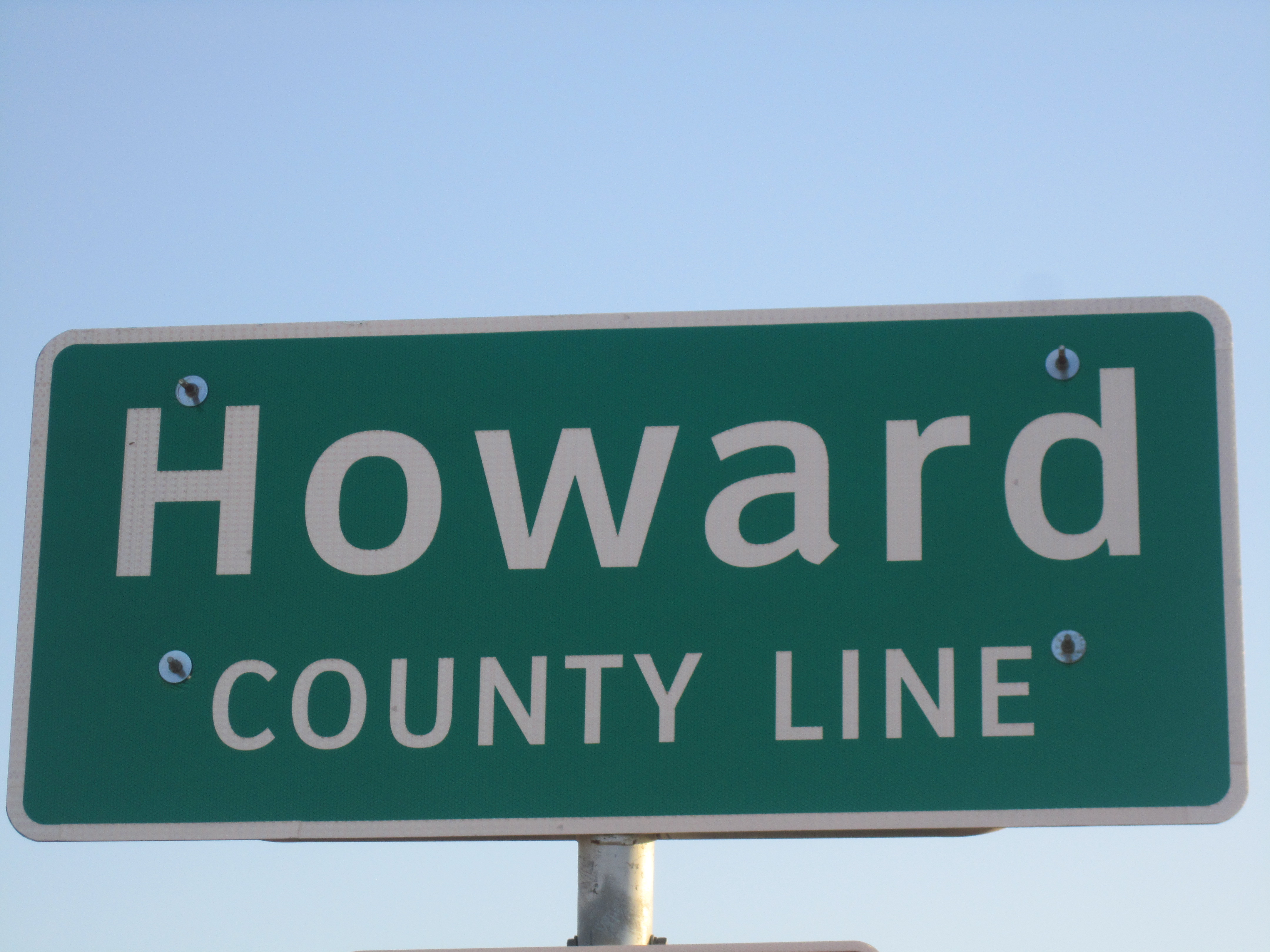
郡境の標識

アメリカ合衆国国勢調査局に拠れば、郡域全面積は904平方マイル (2,341.3 km2)であり、このうち陸地903平方マイル (2,338.8 km2)、水域は1平方マイル (2.6 km2)で水域率は0.15％である。ハワード郡は北のリャノ・エスタカードと南のエドワーズ高原の境目にある。コロラド川の支流であるビールスクリークがビッグスプリング市中心を流れ、2つの自然地理学地域を分けている。

### 主要高規格道路
- 州間高速道路20号線
- アメリカ国道87号線
- テキサス州道176号線
- テキサス州道350号線
- 農場市場直結道路669号線
- 農場市場直結道路700号線

### 隣接する郡
- ボーデン郡 - 北
- スカリー郡 - 北東
- ミッチェル郡 - 東
- スターリング郡 - 南東
- グラスコック郡 - 南
- ミッドランド郡 - 南西
- マーティン郡 - 西
- ドーソン郡 - 北西

## 人口動態

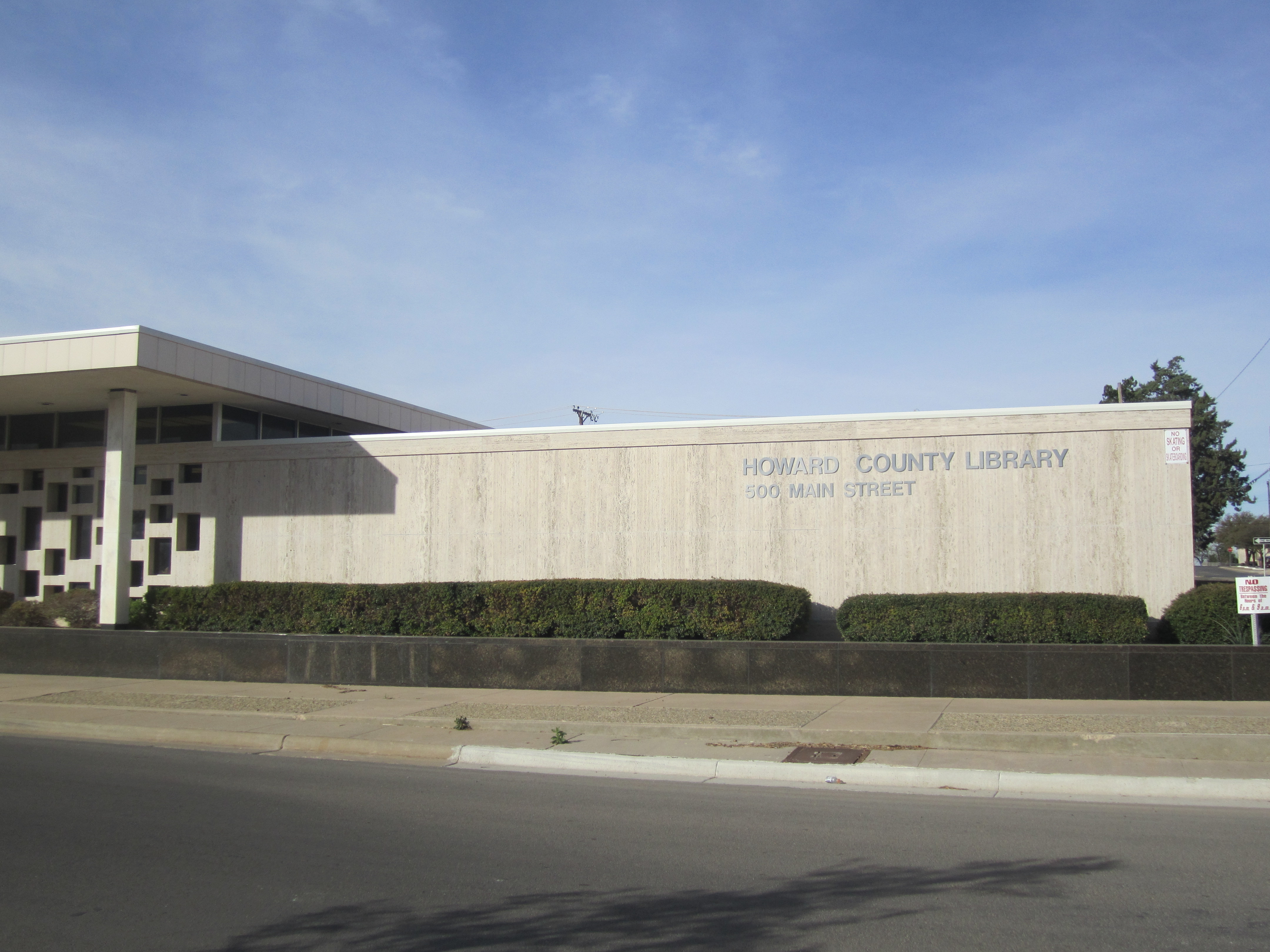
ビッグスプリング市のハワード郡図書館

以下は2000年国勢調査による人口統計データである。
| 基礎データ - 人口: 33,627人 - 世帯数: 11,389 世帯 - 家族数: 7,949 家族 - 人口密度: 14人/km2（37人/mi2） - 住居数: 13,589軒 - 住居密度: 6軒/km2（15軒/mi2） 人種別人口構成 - 白人: 80.14% - アフリカン・アメリカン: 4.13% - ネイティブ・アメリカン: 0.59% - アジア人: 0.59% - 太平洋諸島系: 0.01% - その他の人種: 12.43% - 混血: 2.10% - ヒスパニック・ラテン系: 37.46% 年齢別人口構成 - 18歳未満: 24.2% - 18-24歳: 9.0% - 25-44歳: 30.9% - 45-64歳: 21.3% - 65歳以上: 14.6% - 年齢の中央値: 36歳 - 性比（女性100人あたり男性の人口） - 総人口: 118.0 - 18歳以上: 122.5 | 世帯と家族（対世帯数） - 18歳未満の子供がいる: 32.8% - 結婚・同居している夫婦: 53.3% - 未婚・離婚・死別女性が世帯主: 12.2% - 非家族世帯: 30.2% - 単身世帯: 26.8% - 65歳以上の老人1人暮らし: 13.2% - 平均構成人数 - 世帯: 2.53人 - 家族: 3.07人 収入と家計 - 収入の中央値 - 世帯: 30,805米ドル - 家族: 37,262米ドル - 性別 - 男性: 28,971米ドル - 女性: 21,390米ドル - 人口1人あたり収入: 15,027米ドル - 貧困線以下 - 対人口: 18.6% - 対家族数: 14.5% - 18歳未満: 24.7% - 65歳以上: 15.5% |

## メディア
ハワード郡では日刊紙が1紙発行されている。AMラジオ局が2局、FMラジオ局が2局あり、近隣の放送も聴取できる。ミッドランドやオデッサのラジオやテレビの放送も入る。

## 経済
ハワード郡ではE.ONが運営するパンサークリーク風力発電所が存在する。

## 都市と町
- ビッグスプリング - 郡庁所在地
- コーホマ
- エルボウ、未編入の町
- フォーサン
- ノット、未編入の町
- ロマックス
- ルーサー
- サンドスプリングス
- ビールムーア
- ビンセント